# Голиков, Михаил Фёдорович
Михаил Фёдорович Голиков — советский хозяйственный и государственный деятель, Герой Социалистического Труда.

## Биография
Родился в 1931 году на территории современной Кемеровской области. Член КПСС.
В 1946—1949 — механизатор в Кемеровской области.
В 1949—1953 — военнослужащий Советской армии.
В 1953—1955 — тракторист МТС в Кемеровской области.
В 1955—1981 — тракторист совхоза «Чумышский» Кытмановского района Алтайского края.
Указом Президиума Верховного Совета СССР от 8 апреля 1971 года присвоено звание Героя Социалистического Труда с вручением ордена Ленина и золотой медали «Серп и Молот».
Делегат XXIV съезда КПСС.
Жил в Алтайском крае.

## Награды и звания
- Герой Социалистического Труда (08.04.1971)
- Орден Ленина (08.04.1971)